# Nurmat Mırzabayev
Nurmat Narmanulı Mırzabayev (in kazako Нұрмат Нарманұлы Мырзабаев?, in russo Нурмат Нарманович Мирзабаев?, Nurmat Narmanovič Mirzabaev; 11 novembre 1972) è un ex calciatore kazako, di ruolo difensore.